# 統治機構
統治機構（、英: state、authority）とは、国家を統治する仕組み・組織・機関のことを指す。中央政府を指して統治機構と呼ぶこともある。なお、統治する側のことを統治者、統治される側を被治者と呼ぶ。

## 統治機構の範囲
典型的には、近代国家における憲法に規定された国家を統治する司法・立法・行政の三権を挙げることができる。
あくまでも統治機構は、国家を統治するための仕組・組織を意味するものである。そのため、絶対王政下において中央集権化が進んだ状態における、王とその周辺組織を統治機構と呼ぶこともできる。また、帝政下における皇帝およびその周辺機関を統治機構として呼ぶこともできる。例えば、古代にみられた律令制も統治機構を定めているといえる。
ただし、王や皇帝を統治機構と呼ぶことが拒否される場合もある。日本においては、天皇を機関として捉えた天皇機関説は否定され解釈学説としての使命を終えた。 

## 日本の統治機構
現代においては、日本国憲法で統治機構として国会・内閣・裁判所が規定されている。
古代においては、律令制の統治機構が見受けられる。また、中央集権が徹底していなかった点で議論はあるが、中世における幕府は朝廷とともに、統治機構と観念することもできる。

## 諸国の例
- アメリカ合衆国
- イギリス
- フランス第五共和政
- ドイツ
- ロシア連邦政府
- 中国政府

## 各時代の例
- アケメネス朝
- 共和政ローマ

## 特殊な例
- マルタ騎士団 - 国連から「オブザーバーとして参加するために招待を受ける実体（entity）あるいは国際組織」として扱われている主権実体（「領土のない国」）。